# Nana Mensah
Nana-Yaw Gydeu Amankwah-Mensah (ur. 19 stycznia 1989 w Nowym Jorku) – belizeński piłkarz, grający na pozycji obrońcy lub defensywnego pomocnika.

## Kariera
W trakcie swojej kariery grał w niższych ligach tureckich. W sezonie 2012/2013 był piłkarzem Çatalcasporu. Po opuszczeniu tego klubu przez pół roku pozostawał wolnym zawodnikiem, po czym przeszedł do Yalovasporu, gdzie grał przez pół roku. Od września 2014 do stycznia 2015 był zawodnikiem Atillasporu. Następnie grał w Balıkesir BB, ale w lipcu 2015 został zwolniony z klubu. W 2015 roku przeszedł do grającego na szóstym poziomie Belediye Bingölspor.
Jest reprezentantem Belize. W reprezentacji zadebiutował 4 września 2015 roku w przegranym 0:3 meczu z Kanadą.
Posiada również ghańskie obywatelstwo.

## Statystyki ligowe
| Sezon         | Klub                | Liga                  | Mecze | Gole |
| ------------- | ------------------- | --------------------- | ----- | ---- |
| 2012/2013     | Çatalcaspor         | Bölgesel Amatör Lig   | ?     | ?    |
| 2013/2014 (w) | Yalovaspor          | Bölgesel Amatör Lig   | ?     | ?    |
| 2014/2015 (j) | Atillaspor          | Bölgesel Amatör Lig   | ?     | ?    |
| 2014/2015 (w) | Balıkesir BB        | Bölgesel Amatör Lig   | ?     | ?    |
| 2015/2016     | Belediye Bingölspor | Amatör Futbol Ligleri | ?     | ?    |
| 2016/2017     | Belediye Bingölspor | Amatör Futbol Ligleri | ?     | ?    |
| 2017/2018     | Belediye Bingölspor | Amatör Futbol Ligleri | ?     | ?    |
| 2018/2019     | Belediye Bingölspor | Bölgesel Amatör Lig   | ?     | ?    |
| 2019/2020 (j) | Michigan Stars FC   | NISA                  | ?     | ?    |